# Irene Muloni

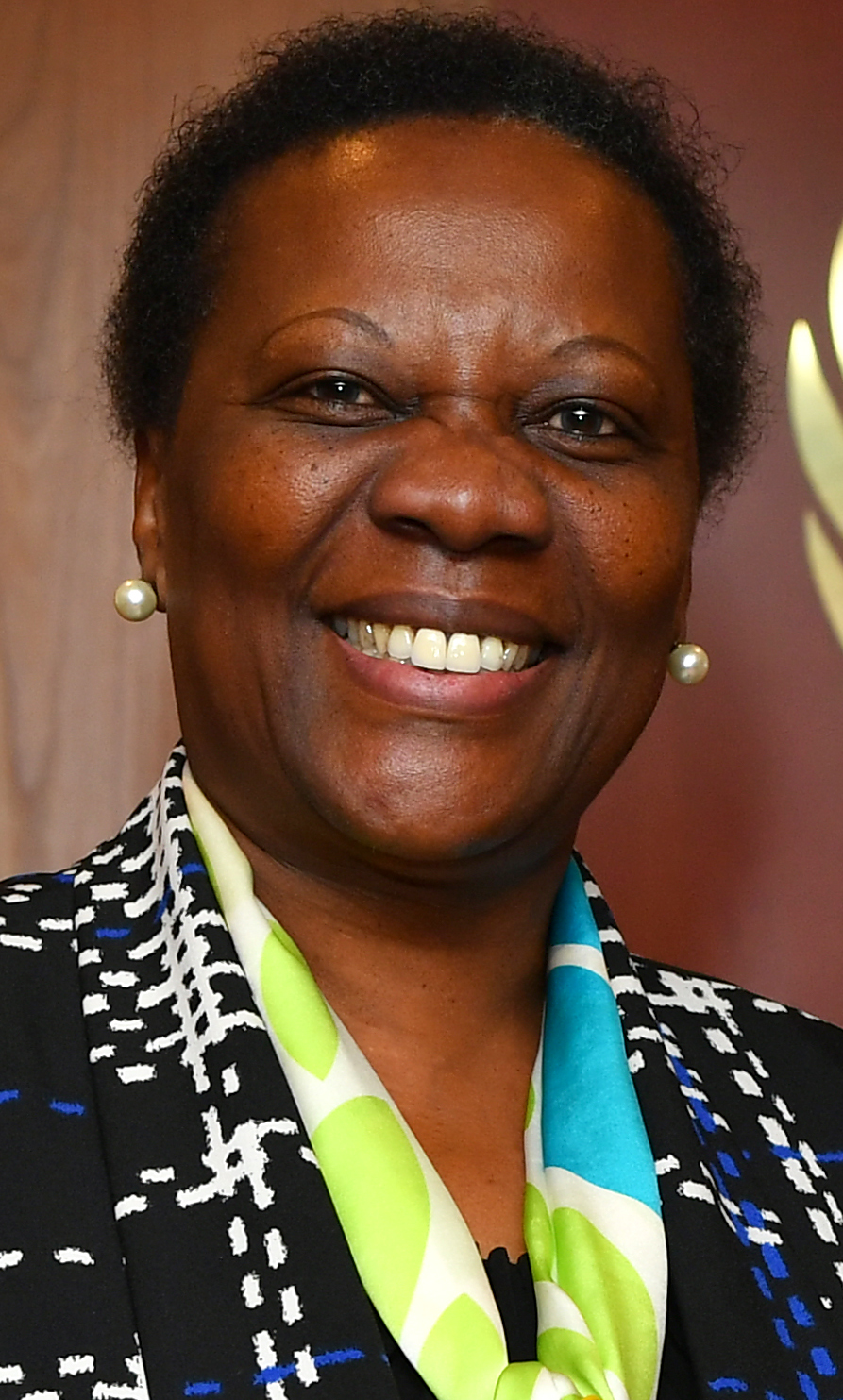
Irene Muloni, 2018

Irene Nafuna Muloni (* 18. November 1960 im Distrikt Bulambuli) ist eine ugandische Ingenieurin und Politikerin (Abgeordnete und Ministerin).

## Leben
Irene Muloni besuchte die Grundschule für Mädchen in Budadiri, bevor sie in das Gayaza-Gymnasium wechselte. 1982 verlängerte sie ihre Ausbildung an der Makerere-Universität, der ältesten Universität Ostafrikas, um Ingenieurwesen zu studieren. Im Jahr 1986 erwarb sie einen Bachelor of Science in Elektrotechnik. Später erwarb sie einen Master of Business Administration (MBA) an der Capella University in Minneapolis in den USA. Sie ist außerdem zertifizierte Spezialistin für öffentlich-private Partnerschaften.
1986 begann Irene Muloni eine Laufbahn als Ingenieurin bei der Uganda Electricity Distribution Company Limited (UEDCL), einem halbstaatlichen ugandischen Unternehmen, das landesweit für die Verteilung elektrischer Energie an gewerbliche und private Kunden zuständig ist. Sie wurde Executive Engineer im Jahr 1991, Senior Communications Engineer im Jahr 1995, dann Senior Protection Engineer. Von 2002 bis 2011 wurde sie Geschäftsführerin der Uganda Electricity Distribution Company Limited (UEDCL).
2011 trat Irene Muloni in die Politik ein. Von 2011 bis 2016 wurde sie als Frauenvertreterin in das Parlament des Distrikts Bulambuli gewählt. In diesem Zeitraum verlor sie ihren Sitz an die unabhängige Kandidatin Sarah Wekomba. Nach den allgemeinen Wahlen 2021 erlangte sie diesen Sitz wieder. Am 27. Mai 2011 wurde sie außerdem bis Dezember 2019 Ministerin für Energie und Mineralien im ugandischen Kabinett. Sie behielt diesen Posten in einem neuen Regierungsteam, das nach den nationalen Wahlen 2016 gebildet wurde, und verlor ihn im Dezember 2019 wieder. Dieses Ministerium ist wichtig für die Entscheidungsfindung über große Investitionen, insbesondere von ausländischen Unternehmen.